# Ariany (Spanyolország)
Ariany egy község Spanyolországban, a Baleár-szigeteken. Ariany Maria de la Salut, Santa Margalida, Petra és Sineu községekkel határos. Lakosainak száma 1018 fő (2024).

## Népesség
A település népessége az elmúlt években az alábbi módon változott:
| Lakosok száma | 782  | 771  | 766  | 872  | 883  | 903  | 859  | 868  | 897  | 1018 |
|               | 2001 | 2004 | 2006 | 2009 | 2011 | 2014 | 2016 | 2019 | 2021 | 2024 |